# 玉塚栄次郎 (初代)
初代玉塚 栄次郎（たまつか えいじろう、1860年12月14日〈万延元年11月3日〉 - 1920年〈大正9年〉12月20日）は、明治から大正にかけての日本の実業家。旧姓は小島。のちに新日本証券となった玉塚商店を創業した。
養子に二代目玉塚栄次郎がいる。

## 来歴
江戸・日本橋（現・東京都中央区）に生まれる。玉塚栄蔵の養子となる。
1873年（明治6年）より、日本橋の砂糖問屋で丁稚として働く。1881年（明治14年）に、日本橋にあった株仲買業者の山県保兵衛商店に入った。10年後の1891年に独立して玉塚商店を開いた。
晩年には、貯蓄を奨励する「天保銭主義」を唱え、そのための団体「天保銭会」を設立して雑誌『天保銭主義』も発行した。